# Markgraafschap Moravië
Het markgraafschap Moravië (Tsjechisch: Markrabství moravské, Duits: Markgrafschaft Mähren) was een markgraafschap binnen het Heilige Roomse Rijk. De hoofdstad was tot 1641 Olomouc en na 1641  Brno.

## Geschiedenis
Nadat het Groot-Moravische Rijk in 907 door de Árpádische vorst van Hongarije definitief verslagen was werd het deel van Moravië dat in het huidige Slowakije lag als Opper-Hongarije ( "Felső-Magyarország") geannexeerd. 
Over de geschiedenis in de 10e eeuw zijn de historische bronnen niet volledig duidelijk. Mogelijk werd het eerst door de Hongaren, later door Boleslav I Chrobry en daarna, vanaf de helft van de 10e of pas in de 11e eeuw, door Oldřich van Bohemen bezet. 
Een andere aannemelijk scenario is dat Moravië rond 900 door het machtsvacuüm bij het ontstaan van het Boheemse, Poolse en Hongaarse rijk zelfstandig bleef. Vanaf de tweede helft van de tiende eeuw ontstond meer afhankelijkheid van Silezië en Polen. Dit wordt door literatuur uit die tijd gestaafd. Er is bijvoorbeeld sprake van een Moravische bisschop op een synode in Mainz in 976. Rond 1000 kwam Moravië in het bezit van Bolesław I van Polen. Pas in het eerste kwart van de 11e eeuw werd het gebied door hertog Oldřich uit de Přemyslidendynastie bij Bohemen ingelijfd.
Het markgraafschap ontstond in 1182 toen keizer Frederik Barbarossa de lenen Brno, Olomouc en Znojmo, die onder het bestuur van de Přemysliden stonden,  samenvoegde tot het markgraafschap Moravië en het gebied aan Koenraad II Otto schonk. 
In 1247 gaf Wenceslaus I van Bohemen het markgraafschap aan zijn zoon Ottokar II. In 1348 werd het markgraafschap, net alle andere bezittingen van Bohemen, onderdeel van de Boheemse kroon. 
Het Huis Luxemburg bestuurde het markgraafschap vanaf het uitsterven van het huis Přemysliden tot 1473. Jobst van Moravië, neef van keizer Karel IV, erfde in 1375 samen met zijn broer Prokop van Moravië het markgraafschap van zijn vader Jan Hendrik van Luxemburg. In 1410 werd Jobst zelfs tot Rooms-koning verkozen. Ondanks de ongeregeldheden tijdens de Hussietenoorlogen van 1419 tot 1439 bleven de Moravische edelen het huis Luxemburg onder leiding van keizer Sigismund trouw.

Kaart van het markgraafschap Moravië in 1893

In 1499 verkreeg de Hongaarse koning Matthias Corvinus het markgraafschap. Matthias sloot een bondgenootschap met de Rooms-katholieke adel tegen George van Podiebrad die zichzelf in Olomouc tot tegenkoning van Bohemen had verkozen. De twist met koning Wladislaus II eindigden in 1479 met de vrede van Olomouc  waarin afgesproken werd dat Matthias de koninklijke titel mocht houden maar het bestuur over Moravië moest opgeven.
In 1526 werd het markgraafschap, na de dood van de Hongaarse koning  Lodewijk II bij de slag bij Mohacs, onderdeel van de Habsburgse monarchie. In 1804 werd het een Kroonland van het Keizerrijk Oostenrijk en in 1867 onderdeel van het Cislauternse deel van Oostenrijk-Hongarije. In 1918 werd het territorium door het opheffen van Oostenrijk-Hongarije bij het Verdrag van Saint-Germain aan de Eerste Tsjecho-Slowaakse Republiek toegewezen.
1867–1918

In de Rijksraad vertegenwoordigde koninkrijken en landen (Cisleithanië):
hertogdom Boekovina · koninkrijk Bohemen · koninkrijk Dalmatië · koninkrijk Galicië en Lodomerië · hertogdom Karinthië · hertogdom Krain · Küstenland (vorstelijk graafschap Görz en Gradisca, markgraafschap Istrië, vrije rijksstad Triëst) · markgraafschap Moravië · Neder-Oostenrijk · Opper-Oostenrijk · hertogdom Salzburg · Tsjechisch-Silezië · hertogdom Stiermarken · vorstelijk graafschap Tirol en land Vorarlberg

De landen van de Heilige Hongaarse Stefanskroon (Transleithanië):
Fiume met gebied · koninkrijk Hongarije · koninkrijk Kroatië en Slavonië . Militaire Grens (1867-1882)

Gemeenschappelijk bestuurd: condominium Bosnië en Herzegovina (1878-1918) . Novi Pazar met gebied (1878-1908) . Karpatische passengebied (1918) . bezette zone Tianjin (1901-1917)
Voor of in 1867 opgeheven

koninkrijk Illyrië (tot 1850) · vojvodschap Servië en Temesbanaat (tot 1860) · Koninkrijk Lombardije-Venetië (tot 1866) · grootvorstendom Zevenburgen (tot 1867)